# Parti social-démocrate biélorusse (Assemblée du peuple)
Pour les articles homonymes, voir Parti social-démocrate.
 (juillet 2017).
Si vous disposez d'ouvrages ou d'articles de référence ou si vous connaissez des sites web de qualité traitant du thème abordé ici, merci de compléter l'article en donnant les références utiles à sa vérifiabilité et en les liant à la section « Notes et références ».
Le Parti social-démocrate biélorusse (Assemblée du peuple) (en biélorusse Беларуская сацыял-дэмакратычная партыя (Народная Грамада), Belarouskaïa satsyal-demakratytchnaïa partya (Narodnaïa Gramada)) est un parti politique de Biélorussie non-enregistré et opposé à la politique du président Alexandre Loukachenko.
Il est membre consultatif de l'Internationale socialiste.